# Zeche Flor & Flörchen
Die Zeche Flor & Flörchen ist ein ehemaliges Steinkohlenbergwerk in Essen-Heisingen im Bereich des Stauseebogens. Die Zeche war auch unter dem Namen Zeche Flor & Flörken bekannt und ist durch die Konsolidation der beiden stillgelegten Zechen Flor und Flörchen entstanden. Sie war später Bestandteil der Zeche Vereinigte Flor & Flörchen.

## Geschichte

### Die Anfänge
Im Jahr 1854 konsolidierten die beiden stillgelegten Zechen Flor und Flörchen zur Zeche Flor & Flörchen, im Jahr 1855 wurde die Zeche Flor & Flörchen in Betrieb genommen. Nachdem das Bergwerk in Betrieb genommen worden war, wurde als erstes der alte Stollen in Flöz Flor aufgewältigt und anschließend weiter aufgefahren. Der Stollen wurde mit Türstöcken ausgebaut und endete in einer Entfernung von etwa 220 Metern von der Ruhr. Er wurde mit einer Höhe von 1,55 Metern und einer Breite von 1,24 Metern aufgefahren. Außerdem wurde das Stollenmundloch neu erstellt. Dies hatte die Abmessungen 1,8 Meter hoch und 1,2 Meter breit, es wurde mit einer Stützmauer aus Ruhrsandsteinen versehen. Die Steine wurden bogenartig um das Stollenmundloch gemauert. Als die Kohlenvorräte oberhalb der Stollensohle abgebaut waren, ging man auf dem Bergwerk im Jahr 1856 zum Tiefbau über. Es fand jedoch zunächst nur ein provisorischer Tiefbau mit einer Wettersohle und einer Grundstrecke statt. Im Jahr 1857 wurde mit dem Abteufen eines tonnlägigen Haupttiefbauschachtes in Flöz Flor (vermutlich Flöz Sonnenschein) begonnen.
Der Schacht wurde mit einem rechteckigen Schachtquerschnitt erstellt. Über dem Schacht wurde ein Maschinenhaus errichtet und eine Fördermaschine installiert. Die Fördermaschine war mit einem liegenden Zylinder ausgestattet und hatte eine Leistung von 40 PS. Außerdem wurde eine Wasserhaltungsdampfmaschine installiert. Die Maschine war eine einfach wirkende Dampfmaschine mit einer Leistung von 53 PS. Die Maschine war in der Lage, aus einer Teufe von 100 Lachtern pro Minute bis zu 15 Kubikfuß Grubenwasser abzupumpen. Um beide Maschinen mit dem erforderlichen Dampf zu versorgen, wurden vier Dampfkessel installiert. Bereits während der Teufarbeiten wurde im Flöz Sonnenschein Abbau betrieben. Im Jahr 1858 erreichte der Schacht bereits in geringer Teufe eine Überschiebung, es wurde nun weiter im Gestein geteuft. Zu diesem Zeitpunkt gehörte das Bergwerk zum Bergamtsbezirk Essen. Bei einer flachen Teufe von 38 Metern wurde die 1. Sohle angesetzt. Im selben Jahr wurde bei einer Teufe von 46 Lachtern die 2. Sohle (erste Tiefbausohle) angesetzt. Anschließend wurden die Teufarbeiten gestundet. Die erste Tiefbausohle wurde nach Westen aufgefahren, allerdings wurde das Auffahrungsziel, bis zu einer Spezialmulde zu kommen, nicht erreicht. Da der Absatz der Kohlen mittels Ruhrschifffahrt stockte, wurde eine Pferdebahn errichtet. Die Pferdebahn verband den Schacht mit der Prinz-Wilhelm-Eisenbahn und brachte eine deutliche Verbesserung des Absatzes.

### Betrieb im Tiefbau
Im Jahr 1859 war Förderbeginn im neuen Haupttiefbauschacht. Gefördert wurde mittels einer Förderbühne, die auf eisernen Flügelschienen im Schacht bewegt wurde. Auf der Bühne konnten jeweils zwei stehende Förderwagen englischen Typs aufgesetzt werden. Jeder dieser Wagen hatte ein Fassungsvermögen von acht Scheffeln. Über Tage wurden die geförderten Kohlen mit einer doppelspurigen Pferde-Eisenbahn zur Kohlenniederlage an der Ruhr transportiert. Von dort wurden die Kohlen mittels sogenannter Nachen über die Ruhr zur Pferdebahn nach Kupferdreh transportiert. In den Jahren 1861 bis 1862 wurde neben dem Maschinenhaus ein Zechenhaus mit einer Schmiede und einer Schreinerei errichtet. Die Gebäude wurden aus Ruhrsandsteinen in Massivbauweise gemauert. Im Jahr 1865 wurde unterhalb der 2. Sohle Unterwerksbau betrieben. Um den Unterwerksbau durchführen zu können, wurde im selben Jahr ein Gesenk erstellt. Das Gesenk wurde von einer unter Tage aufgestellten Dampfmaschine angetrieben. Die Maschine hatte eine Leistung von zehn PS und wurde von über Tage mit Dampf versorgt. Zu diesem Zeitpunkt gehörte das Bergwerk zum Bergrevier Werden.
Am 11. April 1866 erfolgte die Vereinigung mit den Berechtsamen Rudolph und Neu-Dülmen. Die Verleihung der beiden Berechtsamen erfolgte am 20. November desselben Jahres. Im darauffolgenden Jahr wurde ein Abhauen bis zur 3. Sohle aufgefahren, wegen starker Wasserzuflüsse musste der Betrieb teilweise eingestellt werden. Im Jahr 1869 kam es aufgrund von Maschinenschäden zu Betriebsunterbrechungen. Zu diesem Zeitpunkt gehörte das Bergwerk zum Bergrevier Altendorf. Im darauffolgenden Jahr wurde die Zeche Flor & Flörchen stillgelegt. Etwa um das Jahr 1871 kam es zur Wiederinbetriebnahme mit zwei tonnlägigen Schächten. Außerdem erfolgte in diesem Jahr die Übernahme der in Betrieb befindlichen Stollenzeche Voßhege. Am 5. Oktober 1872 konsolidierte die Zeche Flor & Flörchen mit den Zechen Mühlmannsdickebank, Mühlmannsbank und Mühlmannsbänkchen. Das durch die Konsolidation neu gegründete Bergwerk wurde unter dem Namen Zeche Vereinigte Flor & Flörchen geführt.

### Förderung und Belegschaft
Die auf dem Bergwerk geförderten Kohlen waren sehr gut als Mischkohle, aber auch gut unvermischt zur Maschinenfeuerung geeignet. Die ersten bekannten Förderzahlen des Bergwerks stammen aus dem Jahr 1854, es wurden 390 preußische Tonnen Steinkohle gefördert. Erste Belegschaftszahlen gibt es aus dem Jahre 1858, damals waren 58 Bergleute auf dem Bergwerk angelegt. Im Jahr 1861 wurden mit 97 Bergleuten und sechs Bergbeamten 108.839 Scheffel Steinkohle gefördert. 1867 waren es 113 Bergleute, die 26.223 Tonnen Steinkohle förderten. Im Jahr 1870 wurden mit 44 Bergleuten 10.072 Tonnen Steinkohle gefördert. Die letzten bekannten Förder- und Belegschaftszahlen des Bergwerks stammen aus dem Jahr 1871, in dem mit 62 Bergleuten 8497 Tonnen Steinkohle gefördert wurden.

## Heutiger Zustand
Von der ehemaligen Zeche Flor & Flörchen sind heute noch das Stollenmundloch und das Zechenhaus vorhanden. Die Mauer des Zechenhauses wurde nachträglich mit Kupferschieferplatten verblendet.